# Грегоріо Селсер
Грегоріо Селсер (ісп. Gregorio Selser; 2 липня 1922 — 27 серпня 1991) — аргентинський журналіст, історик. У своїх статтях виступав з критикою глобалізації, імперіалізму, викривав таємні операції ЦРУ в Латинській Америці.
Селсер народився в Буенос-Айресі. Він отримав ступінь з журналістики в Університеті Буенос-Айреса. У 1955 році влаштувався журналістом уругвайського щотижневого журналу «Marcha». Того ж року опублікував свою першу книгу, біографію нікарагуанського націоналіста Августо Сандіно. Він повернувся до Буенос-Айреса в 1956 році і влаштувався у редакцію газети La Prensa. З 1964 року працював в інформаційному агентстві Inter Press Service.
Після березневого перевороту 1976 року Селсер з сім'єю виїхав з Аргентини. Влаштувався дослідником в Інститут латиноамериканських досліджень (ILET) в Мехіко. У 1982 році став професором післядипломної освіти в Національному автономному університеті Мексики. У 1988 році почав співпрацювати з газетою La Jornada. У 1990 році співпрацював з газетою El Financiero. У цих ЗМІ він опублікував понад тисячу статей. Його три дочки, Ірен, Габріела і Клаудія Селсер, теж стали журналістами.
Його публікації охоплювали широке коло питань і проблем Латинської Америки, зокрема відокремлення Панами від Колумбії 1903 року, встановлення династії Сомоса в Нікарагуа, Гватемальський державний переворот 1954 року, Альянс за прогрес, повалення у 1964 році домініканського президента Хуана Боша і окупація Домініканської Республіки військами США, переворот 1973 року в Чилі, психологічні операції в Латинській Америці, кокаїновий переворот в Болівії у 1980 році, громадянська війна в Сальвадорі, вторгнення США в Панаму 1989 року тощо.
У похиломі віці Селсер захворів невиліковною хворобою, і вчинив самогубство в Мехіко у 1991 році.

## Роботи
- Sandino, general de hombres libres. Buenos Aires: Pueblos Unidos de América, 1955.
- Situación político-social de América Latina (informe de la FUA. Buenos Aires: Perrot, 1957.
- El pequeño ejército loco: Operación México-Nicaragua. Editorial Triángulo, Buenos Aires: 1958.
- Sandino, general de hombres libres (versión definitiva ampliada en dos tomos), prólogo de Miguel Angel Asturias. Editorial Triángulo, Buenos Aires: 1959.
- El Guatemalazo. Buenos Aires: Iguazú, 1961.
- Diplomacia, garrote y dólares en América Latina. Buenos Aires: Palestra, 1962.
- El rapto de Panamá: de cómo los Estados Unidos inventaron un país y se apropiaron de un canal. Buenos Aires: Alcándara, 1964.
- Alianza para el Progreso, la mal nacida. Buenos Aires: Iguazú, 1964.
- Argentina a precio de costo: el gobierno de Frondizi. Buenos Aires: Iguazú, 1965.
- ¡Aquí, Santo Domingo! La tercera guerra sucia. Buenos Aires: Palestra, 1966.
- Espionaje en América: el Pentágono y las técnicas sociológicas. Buenos Aires: Iguazú, 1966.
- De Dulles a Raborn: la CIA, métodos, logros y pifias del espionaje. Buenos Aires: Ediciones de Política Americana, 1967.
- Punta del Este contra Sierra Maestra. Buenos Aires: Hernández Editor, 1968.
- La CIA en Bolivia. Buenos Aires: Hernández Editor, 1970.
- Los cuatro viajes de Cristóbal Rockefeller (con su informe al presidente Nixon). Buenos Aires: Hernández Editor, 1971.
- De la CECLA a la MECLA, o la diplomacia panamericana de la zanahoria. Buenos Aires: Carlos Samonta Editor, 1972.
- Una empresa multinacional: la ITT en Estados Unidos y en Chile. Buenos Aires: Granica, 1974.
- Chile para recordar. Buenos Aires: Ediciones Crisis, 1974.
- Los marines: intervenciones norteamericanas en América Latina. Buenos Aires: Ediciones Crisis, 1974.
- El Pentágono y la política exterior estadounidense (coautoría con Carlos Díaz). Buenos Aires: Ediciones Crisis, 1975.
- De cómo Nixinger desestabilizó a Chile. Buenos Aires: Hernández Editor, 1975.
- Trampas de la información y neocolonialismo (con Rafael Roncagliolo). México DF: ILET (Instituto Latinoamericano de Estudios Transnacionales), 1979.
- La batalla de Nicaragua (en colaboración con Ernesto Cardenal, Gabriel García Márquez y Daniel Waksman Schinka), México DF: Bruguera Mexicana, 1980.
- Apuntes sobre Nicaragua. CEESTEM, Editorial Nueva Imagen, México DF, 1981.
- Bolivia, el cuartelazo de los cocadólares. Mex-Sur Editorial, México D. F, 1982.
- Reagan, de El Salvador a las Malvinas. Mex-Sur Editorial, 1982.
- Sandino, en coautoría con Cedric Belfrage, 1982.
- Honduras, república alquilada (tomo I). México DF: Mex-Sur, 1983.
- Nicaragua, de Walker a Somoza. México DF: Mex-Sur, 1984.
- Informe Kissinger contra Centroamérica. México DF: El Día en Libros, 1984.
- Cinco años de agresiones estadunidenses contra Centroamérica y el Caribe, 1979—1984. Guadalajara (México): Editorial de la Universidad de Guadalajara, 1984.
- Salvador Allende y Estados Unidos: la CIA y el golpe militar de 1973. Puebla (México): Universidad Autónoma de Puebla (Archivo Salvador Allende), 1987.
- El «Documento de Santa Fe», Reagan y los derechos humanos. México DF: Alpa Corral, 1988.
- Panamá: autodeterminación versus intervención de Estados Unidos (con Pedro Buskovic C., Diego Prieto y Carlos Fazio). México DF: CIDE, 1988.
- Panamá: érase un país a un canal pegado. México DF: Universidad Obrera de México, 1989.
- La violación de los derechos humanos en los Estados Unidos. México DF: Editorial Mestiza, 1989.
- Los Documentos de Santa Fe I y II. Universidad Obrera de México, México DF, 1990. Traducción de Gregorio Selser y Stephen A. Hasam.
- Los días del presidente Allende. México DF: Universidad Autónoma Metropolitana-Azcapotzalco (Archivo Salvador Allende), 1991.